# Abdellatif Filali
Abdellatif Filali in arabo  عبد اللطيف الفلالي  (Fès, 26 gennaio 1928 – Clamart, 20 marzo 2009) è stato un politico marocchino, primo ministro del Marocco dal maggio 1994 al febbraio 1998.